# PowerBook 150
A Macintosh PowerBook 150 hordozható számítógépet az Apple fejlesztette, gyártotta és forgalmazta 1994. július 18. és 1995. október 14. között 15 hónapon keresztül. A Macintosh PowerBook 150 a PowerBook számítógép-családba tartozott. A számítógépet szokás szóban és írásban is PB150-ként említeni, a fejlesztés során a gép kódneve Jedi volt.

## Története
Az 1990-es években az egyetemi diákok számára a hordozható gépek drágák voltak. Az alig öt évvel korábban bemutatott első hordozható Maacintosh, a Macintosh Portable ára 6500 dollár dollár volt. A PB150 ára sokkal alacsonyabb volt: 1450 és 1600 dollár között mozgott, így sokak számára lett megfizethetővé. Sikerét segítette 2,61 kg-os súlya is.
A PB150 a 100-as sorozat olcsóbb gépeinek sorába tartozott, ez volt az utolsó PB, amely az eredeti házat használta. A gép az Apple egyik jobban bővíthető laptopja volt és az első lítium-ion tartalék akkumulátoros – ez tette lehetővé a felhasználók számára, hogy megőrizzék a RAM tartalmát, ha akkumulátort kellett cserélni.
Az olcsóságnak azonban ára volt, a PB150-hez nem lehetett külső egeret és billentyűzetet csatlakoztatni, merevlemeze pedig nem SCSI, hanem IDE csatolós volt. Ezen felül a laptop viszonylag gyenge „passzív mátrix” LCD-kijelzővel is rendelkezett, amely jóval gyengébb volt, mint a magasabb kategóriájú, de drágább PowerBookokon használtaknál.

## Technikai adatok táblázatban
A táblázat nem tartalmazza az összes műszaki paramétert. Az egyes modelleknél a bemutatáskor érvényes adatokat soroljuk fel, a későbbi frissítéseket nem. Az adatok az Apple adatlapjáról származnak, a hiányzó adatok – egyes gépeknél a kivezetés időpontja, az összes kijelző adat, üzemóra adat... – a Mactracker alkalmazásból valók.
| Gép nevebemutatva kivezetve               | Méretmagasság szélesség mélység súly | Processzorprocesszor órajel, mag L1 és L2 cache PMMU FPU | Háttértármerevlemezkülső adathordozó | Eredeti operációs rendszer | Memóriaalap max. @sebességhely                                            | Kijelzőfizikai méret, legjobb felbontás                                                                             | Tápmax. teljesítmény, akkumulátoros üzemidő (becslés) | Csatlakozók                                |
| ----------------------------------------- | ------------------------------------ | -------------------------------------------------------- | ------------------------------------ | -------------------------- | ------------------------------------------------------------------------- | --- | ----------------------------------------------------- | ------------------------------------------ |
| PowerBook 1501994 júl. 18. 1995. okt. 14. | 5,72 mm 28,58 mm 23,62 mm 2,61 kg    | Motorola 68030 @33 MHz L1:0.5K PMMU: integrálva          | Floppy: 1.44MBHD: 120-250MB (IDE)    | System 7.1.1 ROM: 1MB      | Alaplapon: 4 MB @70ns max: 4 MB – 40 MBegy hely: 4, 8, 20, 36 MB-os modul | Alaplapon: 9.5" Film SuperTwist Nematic (FSTN) 2-bit-képpontonkéntl (négy árnyalat) grayscale LCD 640 x 400 képpont | Max: 17W, 2A 30,81 Wh, 2–4 óra                        | * nyomtató: 1 * hang: van * SCSI: 1 HDI-30 |

## PowerBook számítógépek az időben
| PowerBook és iBook számítógépek idővonalon |
| --- |
| A grafikon adatai utoljára 2023. december 19-én frissültek. A szín sötétebb változata az egymást követő gépek megkülönböztetését szolgálja. A színek kezdete a bemutató időpontja, a forgalmazás több esetben is hónapokkal később kezdődött. Megeshet, hogy egy csík végét kitakarja egy másik csík eleje. Előfordul, hogy a gyártás befejezését követően még egy ideig forgalomban marad a Mac adott verziója. Az adatok forrása a Jegyzetekben található. |